# Bataille de la forteresse de Hegra
Un civil norvégien tué

Campagne de Norvège, Seconde Guerre mondiale
La bataille de la forteresse de Hegra fut un engagement de 25 jours en 1940 pendant la campagne de Norvège qui a vu un petit groupe de Norvégiens volontaires s'opposer à des forces allemandes supérieures. Après les premiers combats autour de la ligne de chemin de fer de Meråker, les Norvégiens se sont repliés dans la forteresse de Hegra où ils subirent plusieurs attaques allemandes avant de se rendre le 5 mai, ayant perdu l'espoir d'être secourus. 

## Les forces adverses

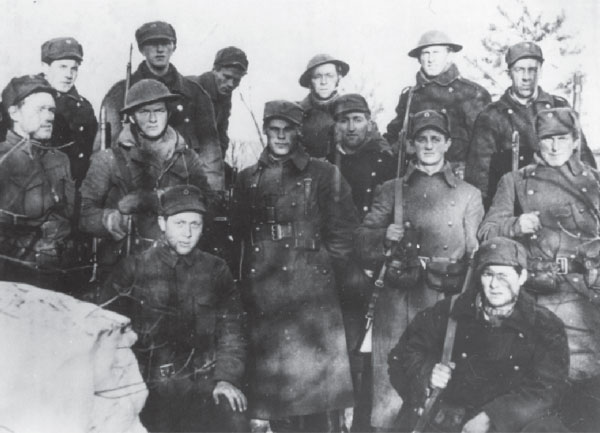
Un groupe de soldats norvégiens au début de la bataille

### Les forces norvégiennes
Les défenseurs norvégiens étaient au nombre de 250 soldats volontaires sous les ordres du major Hans Reidar Hotlermann et d'une infirmière volontaire Anne Margrethe Bang. La plupart des volontaires qui ont servi à Hegra étaient des locaux, mais il y avait également trois Suédois.
La garnison de Hegra était équipé d'armes légères (fusils Krag-Jørgensen et des carabines), ainsi que de fusils-mitrailleurs Madsen et de mitrailleuses Colt M/29.
La forteresse avait de l'artillerie, quatre canons relativement modernes de 105 mm et deux de 75 mm en demi-tourelles ; ainsi que quatre canons de campagne Krupp m/1887 de 84 mm,. L'artillerie avait une portée maximale de six à neuf kilomètres.
Beaucoup de ces volontaires avait été mobilisés au troisième régiment d'artillerie au camp militaire de Øyanmoen à Trondheim. Ils furent déplacés sur Hegra lorsque les Allemands atteignirent leur camp. La forteresse à Hegra était à l'origine destinée à être utilisée comme un refuge temporaire pour le régiment d'artillerie, mais elle fut utilisée comme forteresse par les volontaires contre l'invasion allemande de 1940.

### Force allemande
La force de l'attaquant a d'abord consisté en des Gebirgsjäger allemands (équivalent aux chasseurs alpins) sous les ordres de Weiss du 138e Gebirgsjägerregiment (une partie de la 3e. Gebirgsdivision), qui a atterri à Trondheim, le 9 avril.
Plus tard, à partir du 20 avril au 27 avril, les Allemands ont relevé ces unités du 138e Gebirgsjägerregiment par des unités de la 181e Division d'infanterie sous les ordres du général Kurt Woytasch. Le 138e Gebirgsjäger étant quant à lui envoyé au nord pour tenter de soulager leurs camarades sur le front de Narvik.
Jusqu'à la fin de la bataille, les forces allemandes employées contre la forteresse de Hegra se composaient principalement d'un bataillon d'infanterie à Hegra et d'une compagnie de Gebirgsjäger dans le village voisin de Sona ainsi que d'une unité d'artillerie. De plus, d'autres unités ont été déployées dans le village de Elvran et dans la région de Selbu.

## Contexte
L'ancien fort de Ingstadkleiva qui allait devenir la forteresse de Hegra n'avait pas été envisagé comme un lieu de bataille par les deux parties en présence. Il ne l'est devenu que lorsque le major d'artillerie norvégien Hans Reidar Holtermann a commencé à organiser des troupes pour résister à l'invasion allemande qui a débarqué à Trondheim. Holtermann s'est d'abord rendu au camp militaire de Værnes pour mobiliser son 3e Régiment d'Artillerie. Cette mobilisation a commencé à 14:00 le 9 avril 1940, mais les Allemands arrivèrent à la gare de Stjørdal le jour suivant, et à 10:30 ils s'étaient rapprochés du camp. Puisque ses forces n'étaient pas prêtes au combat, Holtermann dut évacuer ses troupes au fort de Ingstadkleiva afin de compléter sa mobilisation. Ainsi, à 15:00 le 10 avril 1940, la plupart des membres du personnel et de l'équipement sous le commandement de Holtermann est arrivé au pied de la petite montagne sur laquelle est le fort de Ingstadkleiva. À ce stade, Holtermann avait comme ordre de procéder à la mobilisation et de faire ce qu'il pensait être le mieux. Holtermann avait donc commencé à rassembler et équiper une armée de volontaires locaux. Après son arrivée au fort, Holtermann prit résidence dans les bâtiments à l'extérieur des fortifications de la montagne, démontrant qu'il n'avait pas l'intention de se défendre ici mais d'utiliser le lieu comme une base temporaire.

### La mobilisation
Le 10 avril, Holtermann avait déjà une cinquantaine de volontaires sous son commandement et un flux régulier de volontaires locaux attirés par le fort.
Le 11 avril, des hommes de Holtermann repartent au camp de Værnes pour prendre du matériel et des provisions qui y sont stockés. En raison du manque d'attention ou de troupes parmi les forces allemandes stationnées au camp, les Norvégiens ont été en mesure de remplir leur mission sans être détectés. Les fournitures ont été prises partiellement dans la forteresse et partiellement dans nombre de fermes voisines. Lorsque Holtermann disposa de 250 soldats, il refusa les volontaires supplémentaires car il ne pouvait pas équiper et armer plus de soldats que ceux qu'il avait déjà sous ses ordres.
À partir du 12 avril, des travaux ont été effectués afin de réactiver la forteresse d'artillerie, qui se trouvait posséder de nombreuses munitions, mais pas de système de direction ou de tableau pour les tirs indirects. Seules quelques cartes à échelle 1:100 000 ont été trouvées dans la forteresse. Les cartes réelles de l'artillerie pour la forteresse étaient en fait stockées à Trondheim et tombèrent aux mains des Allemands dès le 9 avril. Ces derniers utilisèrent ces cartes afin de déployer leur artillerie dans des endroits que la forteresse ne pouvait pas frapper. Le même jour, des troupes de Holtermann ont été placés autour de la gare de Hegra et du pont de Mælen, et la première tentative allemande pour faire capituler la forteresse fut menée. Un major allemand approcha de la forteresse avec deux officiers norvégiens qui s'étaient rendus le jour même. Malgré les efforts déployés par l'officier allemand et les deux officiers norvégiens, Holtermann refusa de capituler.
Le lendemain, le 13 avril, Holtermann réussit à entrer en contact avec ses supérieurs de la 5e Division pour la dernière fois au cours de la campagne norvégienne. Dans cette conversation téléphonique, le commandant des forces à Hegra dit avoir confirmation de ses ordres de faire comme il pense être le mieux mais aussi, si possible, d'entraver les Allemands en contrôlant la Meråkerbanen ligne de chemin de fer reliant Trondheim à la Suède. En réponse à ces ordres, 20 soldats ont été envoyés au village de Flornes pour faire des fortifications de campagne et bloquer la route et le chemin de fer à Meråker.

### Incident de tir ami
Le 14 avril, des informations arrivèrent à Hegra selon lesquelles un train chargé de soldats allemands avaient quitté la gare de Hell pour Hegra. Peu de temps après l'arrivée de ces informations, un train approchait de la gare de Hegra et ignora les signaux d'arrêt. En réponse à ce qui a été interprété comme une troupe allemande forçant son chemin, les soldats gardant la station de Hegra ouvrirent le feu. Cela s'avéra être un incident tragique autant qu'une erreur d'identification. C'était en fait un train civil transportant des réfugiés finlandais de retour dans leur foyer après la fin de la guerre d'Hiver. Un Norvégien fut tué et deux Finlandaises furent blessées. Plus tard dans l'après-midi, la garnison s'est vue renforcée par l'infirmière Anne Margrethe Bang qui est arrivée de Trondheim avec du matériel médical. Elle était la fille d'un médecin et avait été formée aux premiers soins. Mme Bang resta dans la forteresse pour la durée du siège et aida les deux médecins militaires dans leurs soins aux malades et aux blessés.

### Un avion allemand chassé
Les premiers coups de feu tirés par la forteresse eurent lieu le 14 avril, quand un avion allemand a survolé la forteresse et a été la cible d'une mitrailleuse lourde. L'appareil a subi des dommages et fut chassé. Le même jour, encore plus de matériel et de munitions ont été retirés de Værnes et portés à la forteresse.

## La bataille

### Attaque sur le village de Hegra

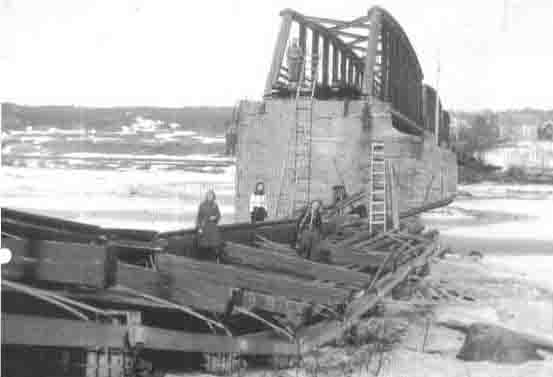
Pont de Hegra après les premiers combats

Le 15 avril à 05:30, avec le soutien de tirs d'artillerie, les Allemands ont attaqué les positions norvégiennes défendant la gare de Hegra, le pont de Hegra et le pont de Mælen. Ayant été en partie pris par surprise, les forces norvégiennes du pont de Hegra et de la gare de chemin de fer reculèrent, non sans combattre, jusqu'à la forteresse pendant deux à trois heures. Dès le début du combat, les Norvégiens ont détruit le pont routier de Hegra, forçant l'infanterie allemande à traverser la rivière Stjørdal gelée et transportant des morceaux de glace sous le feu norvégien. Au pont de Mælen, les gardes se retirèrent vers le sud. Au total, quatre soldats norvégiens sont tombés dans et autour de Hegra, et un autre fut tué au pont de Mælen. Par ailleurs, huit soldats norvégiens ont été faits prisonniers lors de la première attaque allemande.

### L'artillerie de la forteresse intervient

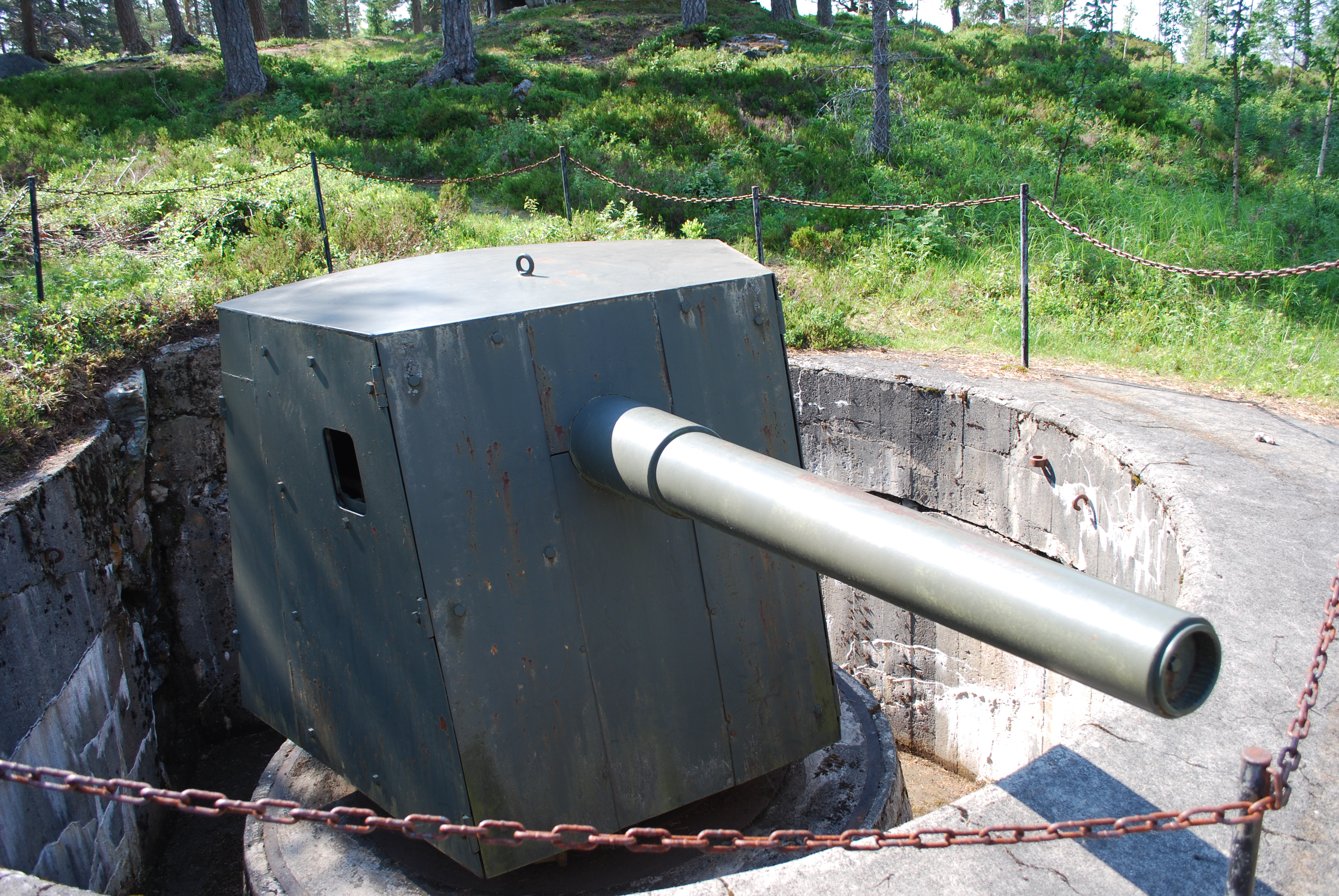
Canon de 105 mm de la forteresse de Hegra

Au vu de l'attaque allemande, les pièces d'artillerie de la forteresse de Hegra ont ouvert le feu pour soutenir les troupes norvégiennes attaquées dans la vallée en contrebas, et, plus tard, pour couvrir leur retraite. Les tirs de l'artillerie norvégienne visaient des positions d'artillerie allemandes, des nids de mitrailleuses et des convois de camions qui allaient vers l'est en direction de la frontière suédoise. L'opérateur téléphonique de la station télégraphique de Hegra servait d'observateur pour l'artillerie de la forteresse. Ces tirs de la forteresse firent taire trois pièces d'artillerie allemandes et infligèrent des pertes aux forces attaquantes.

### Escarmouche sur la route de la forteresse
Poursuivant les troupes d'infanterie norvégiennes qui quittaient Hegra pour se réfugier à la forteresse par la route, les Allemands les poursuivirent jusqu'à ce qu'ils fussent bloqués par les fortifications de campagne leur en interdisant la route. À ce moment, les Norvégiens avaient la maîtrise du terrain et avaient encore infligé des pertes aux forces attaquantes. Parmi les pertes allemandes, on compte le leader du peloton, l'Oberleutnant Hans-Joachim Herrmann. Après les combats, tandis que les Norvégiens patrouillaient dans la zone de combat pour capturer les armes et les équipements des Allemands, ils ont trouvé aussi le Gefreiter Hugo Bayerle. Ce dernier avait été touché aux deux cuisses, avec une fracture du fémur, et saignait abondamment. Les troupes norvégiennes l'emmenèrent sur un traîneau à ski à la forteresse pour recevoir des soins médicaux.

### Fin de la première journée de la bataille
À la fin de la première journée de combats sérieux, les Allemands avaient poussé le long de la ligne de chemin de fer, la Meråkerbanen, et Flornes fut conquise. Les troupes norvégiennes tenant Flornes se retirèrent d'abord à Meråker, puis plus au nord pour se joindre ensuite à d'autres forces norvégiennes. Alors que la nuit tombait, les troupes allemandes occupaient les zones autour des villages de Hegra, Avelsgaard, Flornes, Ingstad et Sona. Au cours de la journée, la Luftwaffe avait cependant perdu un de ses avions. Celui-ci avait survolé à plusieurs reprises la forteresse de Hegra et les soldats norvégiens l'avaient pris pour cible avec des fusils et des mitrailleuses, l'avion fut suffisamment endommagé pour s'écraser alors qu'il tentait un atterrissage d'urgence à Værnes.

### Deuxième jour
Après que les Allemands aient capturé la zone entourant la forteresse, des avions de la Luftwaffe attaquèrent à plusieurs reprises la forteresse avec des bombes et des tirs de mitrailleuses. L'infanterie allemande, quant à elle avait reconnu les approches des fortifications, mais elle a été repoussée par l'artillerie et des tirs de mitrailleuses lourdes. Enfin, un obusier de montagne allemand mis en batterie à Avelsgaard a bombardé la forteresse, détruisant la plupart des maisons à l'extérieur. Un soldat norvégien a été tué par un de ses obus qui frappa le parapet de la forteresse. Il fut le dernier Norvégien tué de la bataille.

### Première attaque allemande
Le 17 avril, un bombardement commença à partir de 07:00 venant des airs et par l'obusier à Avelsgaard. Puis, à 09:00, une forte troupe d'infanterie allemande attaquait la forteresse par le nord-est, soutenue par des mitrailleuses située à 150 m au nord de la forteresse. La progression de l'attaque n'a été stoppée que lorsqu'elle a atteint les enchevêtrements de barbelés directement devant les tranchées norvégiennes. À ce moment, les Allemands ont été soumis à un feu nourri à bout portant de l'artillerie, des mitrailleuses et des fusiliers jusqu'à être repoussés. Les bombardiers allemands ont continué à frapper la forteresse tout au long de la journée, détruisant la ligne téléphonique et l'alimentation électrique. À partir de là et jusqu'à la fin de la bataille, toute la lumière à l'intérieur des tunnels norvégiens et des salles a été fournie par des bougies ainsi que neuf lampes à pétrole.

### La seconde attaque allemande est avortée
Le lendemain de leur première attaque infructueuse, les forces allemandes font une autre tentative pour conquérir la forteresse. En préparation, les fortifications furent soumises aux tirs de mitrailleuses lourdes et de mortier pendant les premières heures de la journée. Un bataillon d'infanterie a été conduit vers la forteresse, mais il a été rattrapé par un blizzard lorsqu'il arriva au no man's land. Tandis que les unités attaquantes perdaient leurs repères dans la tempête, des combats éclatèrent entre des groupes d'Allemands se prenant mutuellement pour des patrouilles norvégiennes. La seconde attaque avorte donc avant d'atteindre les positions norvégiennes. Cependant, les bombardiers et les pièces d'artillerie de gros calibre ont maintenu un feu constant contre la forteresse tout au long de la journée.

### Siège

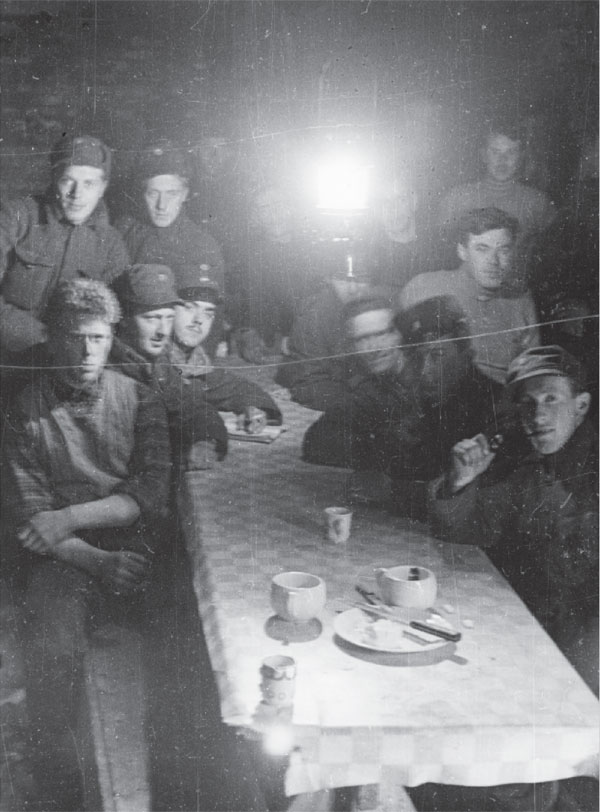
Certains Norvégiens défenseurs réunis dans une des salles souterraines de la forteresse pendant le siège

#### L'évacuation de blessés
Dans la soirée du 18 avril, les deux médecins norvégiens —Sigurd Aarrestad et Peter Berdal— demandèrent au commandant des troupes allemandes la permission de passer à travers les lignes allemandes afin d'évacuer de la forteresse les soldats blessés. Au cours des combats de la veille, de nombreux blessés allemands avaient été emmenés au village de Hegra et les médecins craignaient que le côté norvégien ne subisse de nombreuses pertes. La permission a été accordée, et le bombardement de la forteresse de Hegra a été temporairement suspendu pendant que des volontaires locaux se rendaient à la forteresse, tirant des traîneaux à ski pour les blessés. Tandis qu'Aarrestad dirigeait l'expédition, Berdal fut retenu en otage par les Allemands pour s'assurer que les Norvégiens reviendraient à la forteresse après avoir terminé leur mission. Lorsque Aarrestad revint de la Forteresse d'Hegra quelques heures plus tard, il emmena neuf soldats norvégiens blessés et le Gefreiter Bayerle, qui avait été relâché par ses ravisseurs et renvoyé avec les Norvégiens blessés. Dans le cadre de l'accord, les blessés norvégiens ne sont pas devenus des prisonniers de guerre.

#### Les tentatives de prendre d'assaut la forteresse sont abandonnés
Autour du 25 avril, les Allemands ont renoncé à prendre d'assaut la Forteresse de Hegra. Le besoin pour les Allemands de vaincre rapidement les forces norvégiennes dans ce secteur avait disparu en grande partie lorsque l'importante ville de Steinkjer tomba aux mains des Allemands le 21 avril et que l'avance des Alliés au nord fût stoppée. La forteresse de Hegra ne pouvait plus recevoir d'aide venant du Nord. Quant aux troupes alliées au sud, leur contre-attaque n'avait jamais été plus au nord qu'Åndalsnes et s'était plutôt dirigée vers le sud-est et le Gudbrandsdal afin de soutenir les forces norvégiennes qui y combattaient. Aucune aide venant du sud n'était donc aussi envisageable pour la forteresse de Hegra. Considérant la menace circonscrite, les Allemands ont préféré pousser au sud pour faire leurs jonction avec les forces venant d'Oslo. L'objectif de la Wehrmacht pour la forteresse de Hegra s'est donc limité à la bombarder avec l'aviation et l'artillerie afin d'en obtenir la reddition.

#### Duels d'artillerie, bombardements aériens et missions de patrouille
Pour le reste de la bataille, si les Allemands n'ont donc pas tenté de prendre d'assaut la forteresse, ils n'en restaient pas inactifs. Les combats se composaient de bombardements aériens de la forteresse, de duels entre l'artillerie de la forteresse et l'artillerie de campagne allemande et d'escarmouches entre les patrouilles à ski allemands et norvégiennes qui cherchaient des vivres, des munitions et du carburant. Plusieurs soldats norvégiens furent d'ailleurs capturés dans le cadre de leurs missions de patrouille. Pour contrer les canons allemands placés dans les zones que les canons fixes de la forteresse ne pouvaient pas atteindre, les Norvégiens placèrent leurs deux canons de campagne de 84 mm pour couvrir ces zones. Pendant le siège, les canons norvégiens ont cherché à détruire les nids de mitrailleuse, les positions de l'infanterie allemande, les postes de commandement et les dépôts de munitions des environs. Ils furent aussi la cible des Allemands. Le 23 avril, l'un des deux canons de 75 mm est détruit, ainsi que l'une des tourelles de commandement et la ligne d'eau. Le deuxième canon de 75 mm a été détruit le 24 avril. La forteresse était sous le feu constant de l'artillerie et a tenu principalement afin d'être en mesure de soutenir l'offensive alliée attendue venir du nord,.
Le 25 avril, les Allemands ont utilisé une nouvelle arme contre la forteresse quand un hydravion a laissé tomber une bombe de 1 800 kg, détruisant les maisons à l'extérieur, avec des éclats d'obus qui se sont retrouvés jusque dans le village de Hegra distant de plusieurs kilomètres. À partir du 29 avril, le bombardement d'artillerie a augmenté en force puisque les Allemands ont mis en batterie les obusiers norvégiens de 120 mm capturés à l'arsenal de Trongheim, et le lendemain, l'un des trois canons de 105 mm de la forteresse a été détruit. Pendant le siège, un total de plus de 2 300 obus a frappé la Forteresse de Hegra.

##### Aéroport de Værnes

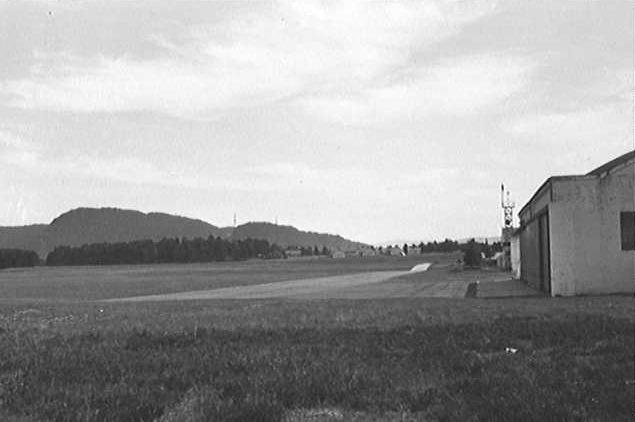
Værnes en 1936

L'un des moyens que Holtermann se proposait d'utiliser pour soutenir directement l'effort de guerre en Norvège était de bombarder la base aérienne de Værnes : l'aérodrome le plus septentrional aux mains des Allemands est vital pour le soutien des forces allemandes au nord de Trondheim. Cela était particulièrement vrai pour la bataille de Narvik, qui ne pouvait pas être atteint par des avions décollant plus au sud que Værnes. Conscients de cette faiblesse, les Allemands ont embauché quelque 2 000 travailleurs collaborateurs norvégiens pour travailler à plein temps à l'agrandissement et à l'amélioration de la piste d'atterrissage. Le bombardement de Værnes aurait à la fois perturbé ce travail et compromis les bombardements aériens contre les forces norvégiennes qui se battaient plus au nord. Cependant, étant donné que Værnes est à 11,5 km de Hegra, et que les canons de la forteresse avaient une portée maximale d'environ 9 km, ce n'était pas une cible possible. D'ailleurs, pour un tir précis, la portée effective était de seulement 6,9 km. Des efforts ont été faits à la forteresse pour augmenter l'élévation des canons de 19 ° à 26 ° en enlevant une partie des boucliers et une partie du montage du canon, mais ces efforts ont échoué car aucun équipement de soudage n'a pu être acquis pour effectuer les modifications. L'un des canons de 105 mm à Hegra a ouvert malgré tout le feu en direction de Værnes le 22 avril, avec son angle de tir à son maximum. Cependant, les obus tombèrent à des centaines de mètres de leur cible.
Il est à noter que la première tentative de la garnison de Hegra d'attaquer l'aérodrome de Værnes a eu lieu le 14 avril, lorsqu'une patrouille norvégienne en traîneaux à chiens a repéré une importante activité allemande sur la base aérienne. Les Norvégiens voulurent alors manœuvrer l'un des canons de campagne de 84 mm jusqu'à une colline voisine appelée Blankhammeren, afin de réduire la distance et de là bombarder les cibles allemandes hors de portée de la forteresse elle-même, y compris l'aérodrome stratégiquement important. Ce plan, cependant, n'a pas pu être réalisé avant que l'attaque allemande du 15 avril n'introduise de grandes forces d'infanterie allemandes dans la région et rende la manœuvre irréalisable.

#### Attention de la presse internationale
Pendant le siège, les combats autour de la forteresse de Hegra ont capturé l'attention des médias internationaux avec des articles comme celui du The Daily Telegraph du 22 avril et du 2 mai ou encore du The Manchester Guardian du 16 avril. La forteresse a aussi été mentionnée dans des articles du Time magazine les 6 et 13 mai.

## Reddition

### Préparations et facteurs explicatifs

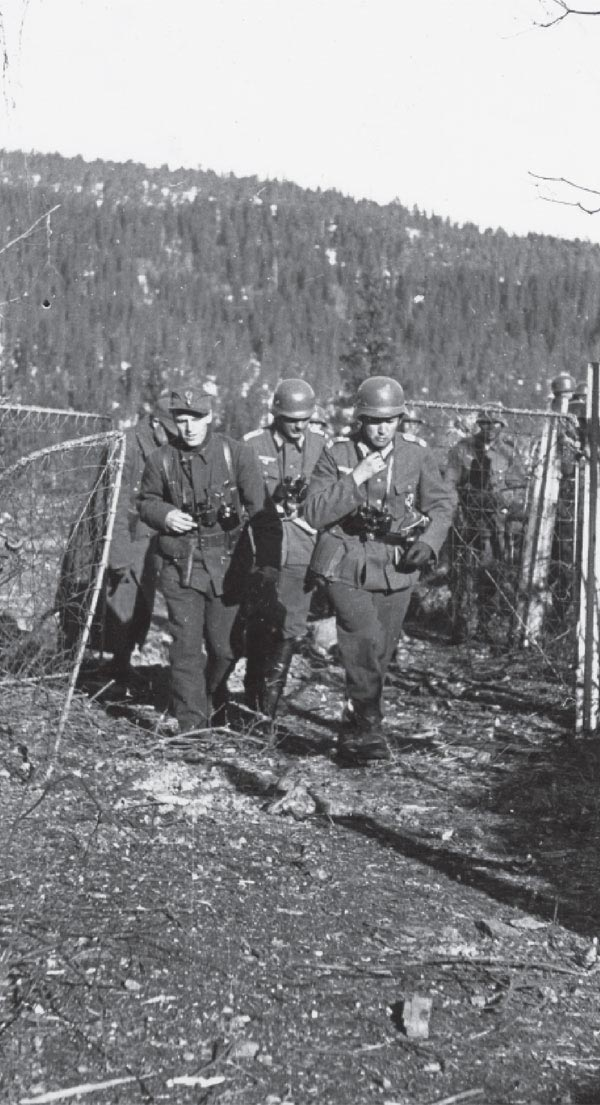
Hauptmann Giebel entrant dans la forteresse pour accepter la reddition norvégienne.

Les nouvelles pour les assiégés vinrent de la radio, le 2 mai. Ils apprirent ainsi que les Alliés abandonnaient aux Allemands la zone de Åndalsnes, que les Allemands avaient pris le contrôle de la Ligne de Dovre de Dombås à Støren, et que la 4e brigade norvégienne dans le Vestlandet s'était rendue. Ces mauvaises nouvelles pour les assiégés arrivèrent à un moment où les problèmes d'approvisionnement étaient sérieux, n'ayant plus de pain depuis le 30 avril.
La reddition était la seule option possible. Dès lors, le lendemain, le 3 mai, la garnison a commencé à détruire ses munitions d'artillerie afin qu'elles ne puissent servir aux Allemands. Les trois volontaires suédois qui avaient rejoint les rangs norvégiens furent aussi libérés de leurs fonctions et guidés à travers les montagnes jusqu'à la frontière suédoise par une patrouille à ski. Au cours de la journée du 3 mai, un message radio du colonel norvégien Ole Berg Getz, commandant la région de Trøndelag (où se trouve la forteresse), a été diffusé. Getz s'était rendu et conseillait à toutes les forces norvégiennes du Trøndelag de déposer aussi les armes car la situation était devenue désespérée après le retrait des Britanniques des régions du sud de la Norvège. Sa décision de rendre le Trøndelag avait été influencée par le message radio de Neville Chamberlain annonçant la fin de la campagne alliée dans le sud de la Norvège. Le 4 mai, la destruction des radios, des mitrailleuses, des carabines et autres armes légères a commencé. Des patrouilles à ski ont été envoyées avec un grand nombre de documents importants. À 13h50 ce jour-là, la confirmation de la capitulation du colonel Getz a été reçue et la destruction de l'artillerie de la forteresse a commencé.

### Capitulation
Aux premières heures du 5 mai, la situation était telle qu'il ne restait de nourriture et d'eau que pour quelques jours tandis que toutes les autres forces norvégiennes et alliées dans tout le sud de la Norvège s'étaient retirées ou s'étaient rendues. La forteresse de Hegra était la dernière poche de résistance restante au sud du Nordland. À 5:00, le major Holtermann fait rassembler ses hommes dans les tunnels et leur fait part de sa décision de rendre la forteresse. Dans un court discours, il les a remerciés pour leurs efforts avant de les faire chanter l'hymne national norvégien. À 05:25, un drapeau blanc est levé au-dessus de la forteresse, et à 06:30 une force de 60 soldats allemands et trois officiers- conduite par le Hauptmann Giebel— se présente pour accepter la reddition de la forteresse. Plus tard dans la journée, 190 hommes et une femme sortaient de la forteresse en marchant vers la captivité. Au moment de la reddition, la garnison à la forteresse se composait de 4 officiers, un officier scientifique et technique, un élève officier, sept sergents, six caporaux, 161 soldats et l'infirmière Anne Margrethe Bang.

### La garnison comme prisonniers de guerre

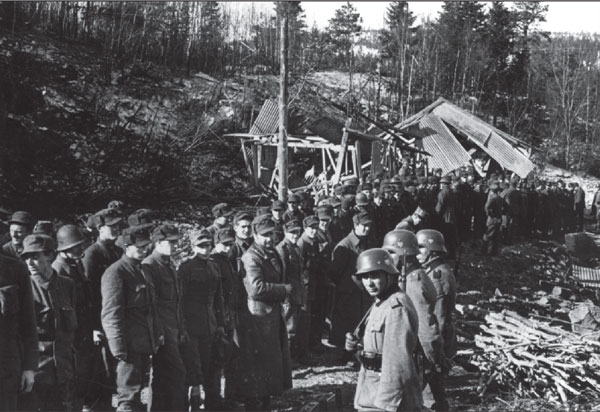
La garnison qui vient de capituler, est regroupée dans le camp de la forteresse en ruine.

Après la reddition, les Norvégiens furent conduits à la gare de Hegra d'où ils prirent le train. À Trondheim, les officiers et Anne Margrethe Bang ont été internés à l'école secondaire de Trondheim katedralskole pendant que les sous-officiers et les soldats poursuivaient leur voyage en train vers Lundamo dans la vallée de Gauldalen. A Lundamo, les prisonniers furent internés provisoirement dans une grange pour la nuit. Le lendemain, 6 mai, les prisonniers de Hegra furent forcés de marcher sur une distance de 50 km jusqu'à Berkåk, où un camp de prisonniers de guerre avait été établi. À Berkåk, les prisonniers ont été contraints de travailler à la construction d'une route improvisée depuis la rivière Orkla près de Berkåk à travers les bois jusqu'à Brattset. La route était destinée à aider le système logistique allemand qui avait été sévèrement entravé par les nombreux ponts détruits par l'armée norvégienne au cours du mois précédent. En partie à cause de la piètre condition physique des prisonniers après le dur siège qu'ils venaient d'endurer, la route ne fut jamais achevée malgré les menaces de punition du commandant du camp allemand. À la fin du mois de mai, le haut commandement allemand de Berlin a annoncé qu'Adolf Hitler avait personnellement ordonné la libération des prisonniers de guerre norvégiens en reconnaissance de la défense qu'ils avaient organisée dans des conditions difficiles. La libération des prisonniers de Hegra s'est déroulée en groupes et, à la mi-juin, les derniers prisonniers de guerre étaient libérés.

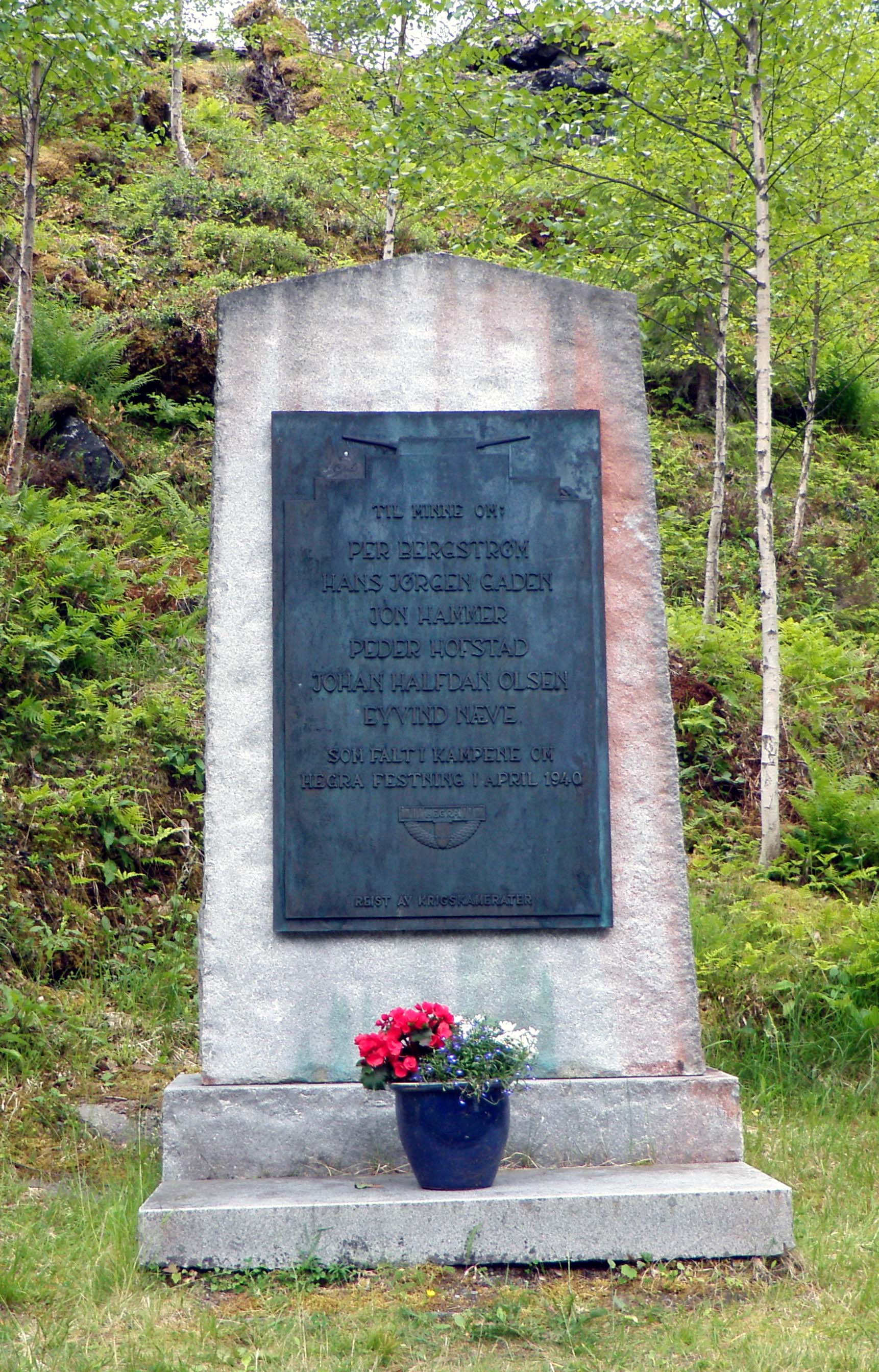
Mémorial à la forteresse de Hegra, en souvenir des six soldats norvégiens tués dans la bataille

## Pertes
Six soldats norvégiens ont été tués au combat pendant la bataille, et 14 autres furent blessés. Toutes les pertes norvégiennes survinrent pendant les deux premiers jours de combats. Dans les premières années après la Seconde Guerre mondiale, les Norvégiens estimèrent que les pertes allemandes avaient été exagérées, certains parlant de 1 100 tués ou blessés. Des recherches plus tardives ont conduit à substantiellement réduire ce nombre à environ 150 ou 200 soldats de la Wehrmacht blessés ou tués dans la bataille de la forteresse de Hegra.